# Dagmar Käsling
Dagmar Käsling, po mężu Lühnenschloß (ur. 15 lutego 1947 w Magdeburgu) – niemiecka lekkoatletka specjalizująca się w biegach sprinterskich oraz w pięcioboju, uczestniczka letnich igrzysk olimpijskich w Monachium (1972), złota medalistka olimpijska w biegu sztafetowym 4 x 400 metrów. W czasie swojej kariery reprezentowała Niemiecką Republikę Demokratyczną.
Żona Gerharda Lühnenschloßa, wschodnioniemieckiego sprintera.

## Sukcesy sportowe
- brązowa medalistka mistrzostw NRD w biegu na 400 metrów – 1972[1]
- brązowa medalistka mistrzostw NRD w sztafecie 4 × 400 metrów – 1973[2]
- brązowa medalistka mistrzostw NRD w pięcioboju – 1970[3]
- srebrna medalistka halowych mistrzostw NRD w biegu na 400 metrów – 1972[4]

| Rok  | Miasto    | Zawody               | Konkurencja                      | Wynik                  |
| ---- | --------- | -------------------- | -------------------------------- | ---------------------- |
| 1972 | Monachium | Igrzyska olimpijskie | sztafeta 4 × 400 m bieg na 400 m | złoty medal 7. miejsce |

## Rekordy życiowe
- bieg na 400 metrów – 51,5 – Poczdam 18/08/1972
- pięciobój – 4765 – Erfurt 06/09/1970
- sztafeta 4 × 400 metrów – 3:23,0 – Monachium 10/09/1972 (wspólnie z Ritą Kühne, Helgą Seidler i Moniką Zehrt; rekord świata do 31/07/1976)[5]